# Palais Falconieri
Le palais Falconieri est un palais de Rome du XVIe siècle, situé sur la via Giulia. Il abrite l'Académie de Hongrie.

## Histoire et description

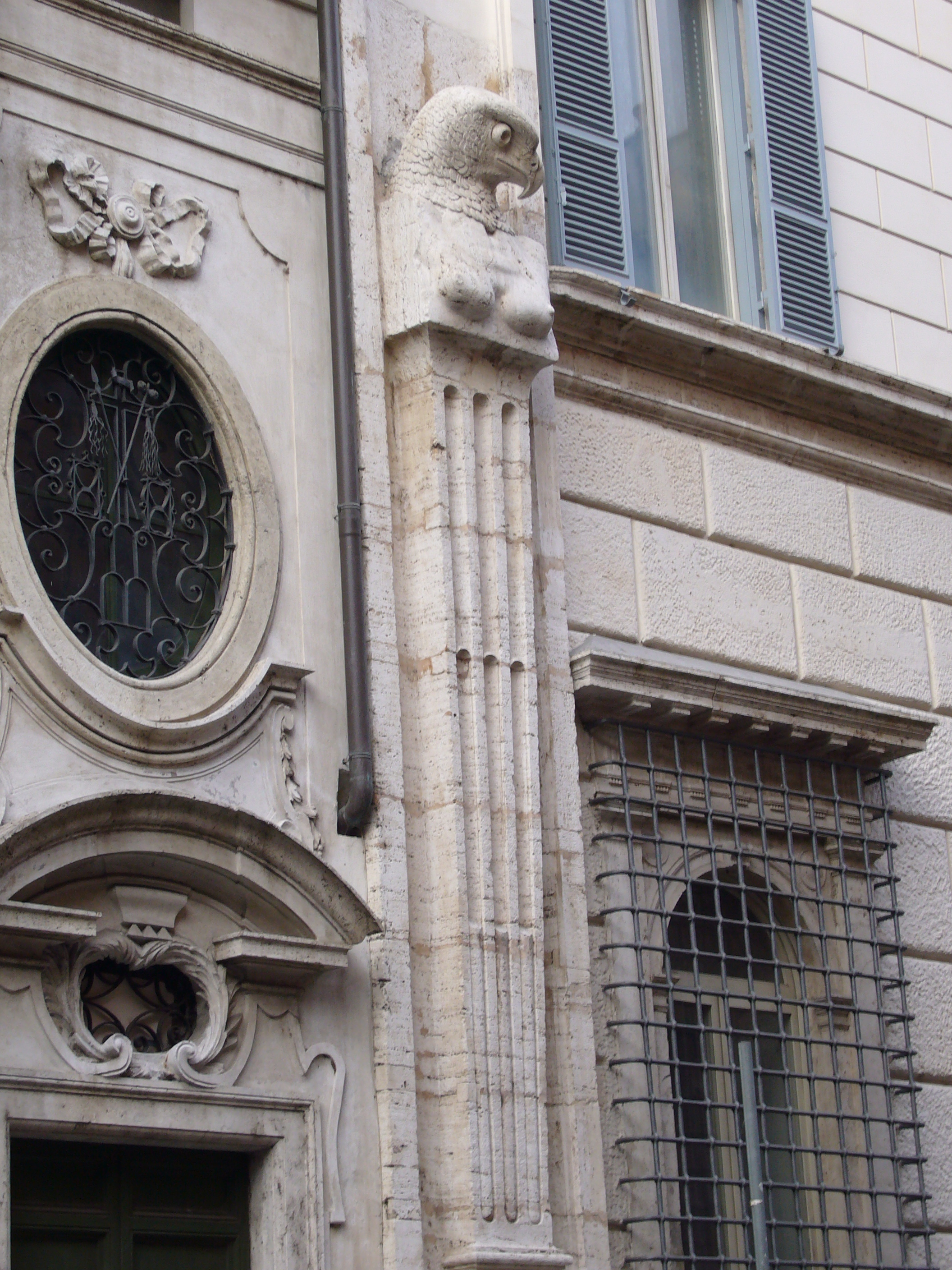
Buste baroque sur la façade du Palais Falconieri

Il a d'abord été la propriété de la famille Ceci, puis, à partir de 1574 de la famille Odescalchi, et en 1606 de la famille Farnese, comme en témoignent les blasons.
En 1638, Orazio Falconieri, de la noble famille florentine, a chargé Francesco Borromini de l'agrandir.
Sur les côtés de la façade via Giulia il y a deux grands bustes de l'époque baroque, sans doute l'oeuvre de Borromini. Sur la façade dominant la rivière, il faut remarquer l'intéressante loggia composée de trois arcs en plein cintre, datant de 1646 et à l'intérieur, le grand escalier et les plafonds en stuc.

## Occupants
De 1815 à 1818, Maria Letizia Bonaparte, mère de Napoléon Bonaparte, ainsi que la demi-sœur du cardinal Fesch résident dans le palais.
Aujourd'hui se trouve le siège de l'Académie de Hongrie, fondée en 1927, à la suite de l'achat de la propriété par l'État hongrois. L'Académie dispose d'une bibliothèque spécialisée de plus de 20 000 volumes.
Le palais a été utilisé pour la reconstitution de la maison de Dandi dans la populaire série télévisée Romanzo Criminale.

## Galerie

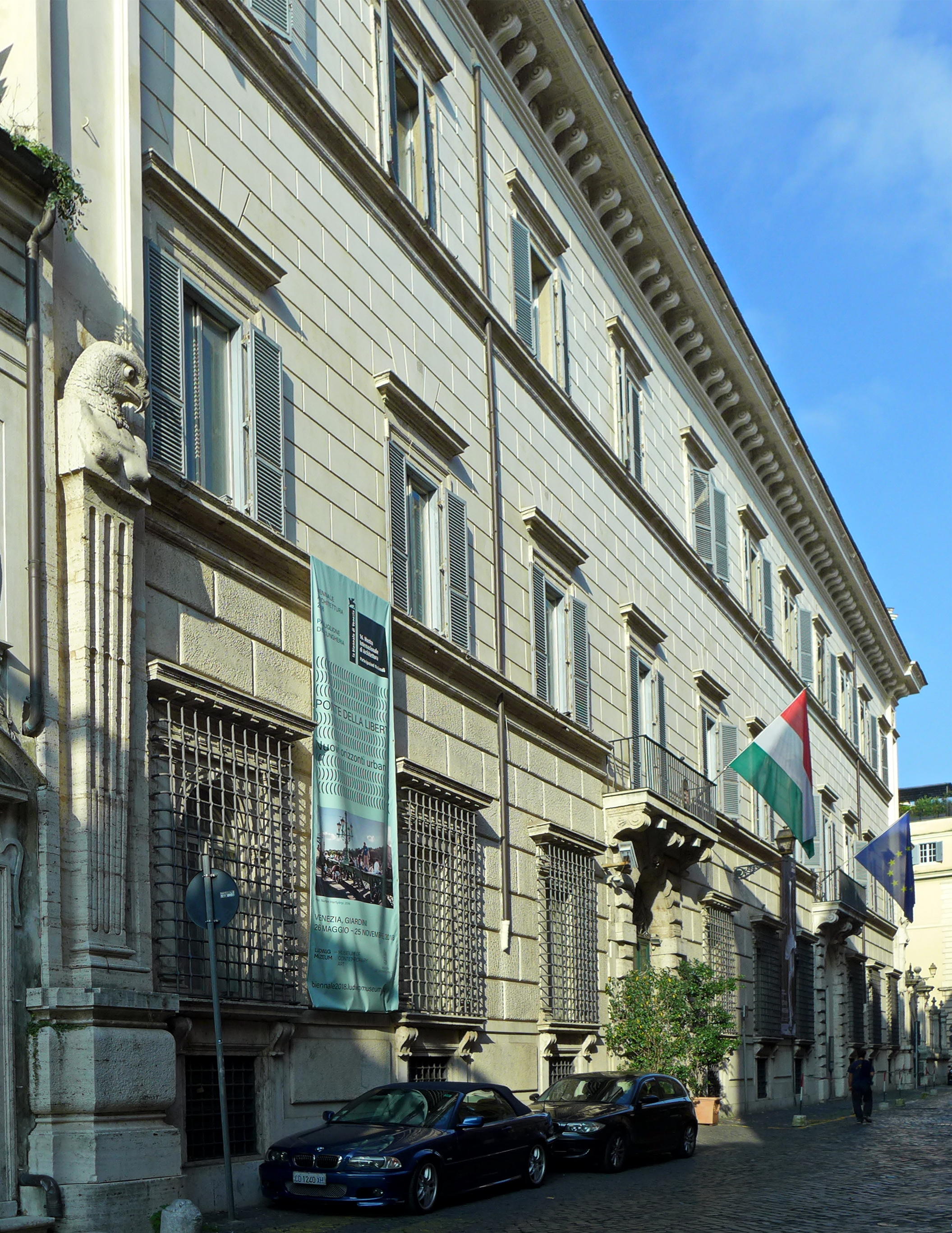
Le palais, sur la Via Giulia
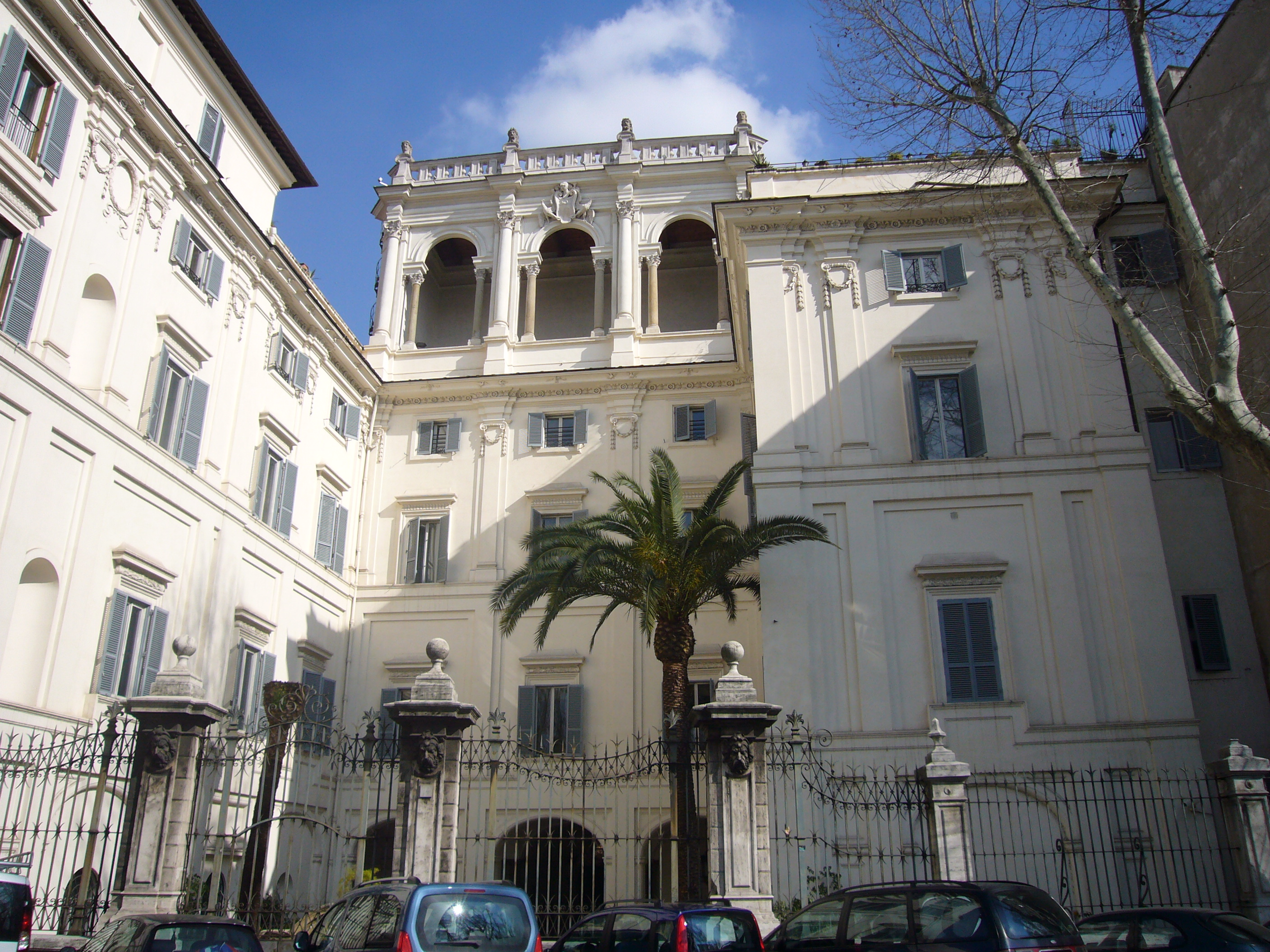
Façade, côté Tibre, avec sa loggia